# Isonychus aenescens
Isonychus aenescens är en skalbaggsart som beskrevs av Moser 1919. Isonychus aenescens ingår i släktet Isonychus och familjen Melolonthidae. Inga underarter finns listade i Catalogue of Life.